# Eagle Lake Trail
L'Eagle Lake Trail est un sentier du comté d'Okanogan, dans l'État de Washington, aux États-Unis. Il est classé National Recreation Trail depuis 1979.